# سيرهات اكين
سيرهات اكين (بالتركية : Serhat Akın) لاعب تركي دولي في منتخب تركيا لكرة القدم، ولد في تاريخ 5 يونيو 1981، ويلعب في خط الهجوم
و يلعب حاليًا في أحد الاندية الألمانية ويتميز اللاعب (سيرهات اكين) بمهارة في اللعب واهدافه الجميلة، والجدير بالذكر ان اللاعب
بدأ بدايته ومشواره في كرة القدم في أحد الاندية الألمانية ولا زال إلى الآن يلعب في الأندية الألمانية

## وصلات خارجية
- سيرهات اكين على موقع الاتحاد الأوربي (الإنجليزية)
- سيرهات اكين على موقع اتحاد تركيا (لاعب) (الإنجليزية)
- سيرهات اكين على موقع قاعدة بيانات كرة القدم.إي يو (الإنجليزية)
- سيرهات اكين على موقع ناشيونال فوتبول تيمز (الإنجليزية)
- سيرهات اكين على موقع Soccerway.com (الإنجليزية)
- سيرهات اكين على موقع عالم كرة القدم.نت (الإنجليزية)